# Павловка Вторая (Черкасская область)
Павловка Вторая (укр. Павлівка Друга) — село в Тальновском районе Черкасской области Украины.
Население по переписи 2001 года составляло 134 человека. Почтовый индекс — 20412. Телефонный код — 4731.

## Местный совет
20412, Черкасская обл., Тальновский р-н, с. Оноприевка, ул. Ленина, 6